# Salwa Abu Khadra
Salwa Abu Khadra (Jaffa, Mandato británico de Palestina, 1929-15 de noviembre de 2024) fue una política y educadora palestina, miembro de la Organización para la Liberación de Palestina (OLP) y de Fatah, donde ocupó varios cargos. Ella fue parte de la primera generación de mujeres líderes de ambos grupos.

## Biografía
Abu Khadra nació en Jaffa en 1929. Su familia es de Gaza. En 1948 tuvieron que abandonar Jaffa y establecerse en Damasco.
En 1945 Abu Khadra completó su educación secundaria en la escuela Saint Joseph Sisters en Jaffa. En 1947, obtuvo un certificado en educación de la Universidad de Oxford y, en 1952, una Licenciatura en literatura francesa de la Universidad de Saint Joseph. Posteriormente se instaló en Kuwaity desempeñó un papel importante en la educación de las niñas palestinas. En Kuwait fundó la primera guardería de ese país y una escuela privada donde trabajó hasta 1990. Dejó Kuwait debido a la Guerra del Golfo de 1991 y se instaló en Egipto, donde vive su hija.
La carrera política de Abu Khadra comenzó cuando se unió a Fatah en 1965. El mismo año participó en la creación del consejo de mujeres palestinas. En 1967 se convirtió en miembro de la junta directiva de la Unión General de Mujeres Palestinas. Ha sido miembro del Consejo Superior Palestino para la Cultura, la Ciencia y la Educación desde 1976 y miembro del consejo revolucionario de Fatah desde 1980. También se desempeñó como miembro del comité central de la OLP. Fue elegida secretaria general de la Unión General de Mujeres Palestinas en mayo de 1985. Fue secretaria general de la oficina de mujeres de Fatah y miembro del Comité Consultivo de la Constitución Palestina. Abu Khadra encabezó la delegación palestina en la segunda conferencia sobre la mujer de las Naciones Unidas en 1980.